# Bucolica
Boculica eller Ecolage er det første af tre hovedværker af den romerske digter Vergil. Værket består af 10 hyrdedigte, som tager udgangspunkt i Theokrits Idyller.
| Sprog og litteratur | Spire Denne artikel om litteratur er en spire som bør udbygges. Du er velkommen til at hjælpe Wikipedia ved at udvide den. |